# North (Fear the Walking Dead)
«Norte» —título original en inglés:  «North»— es el décimo quinto episodio y final de temporada de la segunda temporada de la serie de televisión posapocalíptica, horror The Walking Dead. El guion estuvo a cargo Dave Erickson y finalmente Andrew Bernstein dirigió el episodio. El episodio salió al aire en el canal AMC el 2 de octubre de 2016, junto con el episodio anterior, "Wrath".

## Trama
En la comunidad, Alejandro se niega a dar marcha atrás y ordena a los miembros de la comunidad que se preparen para defender sus hogares contra los bandidos. No queriendo quedar atrapado en la pelea, Nick abandona silenciosamente la comunidad y se da cuenta de que un helicóptero aterriza en una ciudad del lado estadounidense de la frontera. Regresa a la comunidad para convencer a Alejandro de que evacue la comunidad. Al día siguiente, cuando llegan Marco y sus bandidos, encuentran la comunidad aparentemente abandonada. Sin embargo, sin que ellos lo supieran, un enfermo terminal Alejandro, abre la puerta improvisada de la comunidad, permitiendo la entrada de los infectados y obligando a Marco y sus hombres a huir. Nick y Luciana llevan a su grupo fuera de la colonia hacia la frontera. En el hotel, Oscar sufre una grave lesión en la cabeza debido a Travis y es llevado para ser tratado. Dado que Travis violó la regla de no violencia contra otros sobrevivientes, Strand advierte a Madison que Travis debe ser exiliado para mantener la unidad de los sobrevivientes del hotel. Madison es reacia a que Travis se exiliara, pero finalmente acepta ir con él a la mañana siguiente, mientras que Strand se niega a tener algo que ver con eso. Mientras tanto, a pesar de los mejores esfuerzos de todos, Oscar muere a causa de su lesión en la cabeza. Enfurecidos, varios de los sobrevivientes del hotel irrumpen en la habitación de Travis y lo atacan, lo que obliga a Alicia a matar a uno de ellos para salvarle la vida. Travis, Madison y Alicia se ven obligados a huir del hotel mientras Strand decide quedarse atrás después de intervenir para ayudarlos a escapar. Regresan al supermercado de los bandidos y encuentran todo el edificio abandonado y Alicia cuestiona los motivos de Madison cuando comienza a buscar los cuerpos de Francisco y su familia en busca de pistas para encontrar a Nick. Llegan a la comunidad y descubren que Marco y sus hombres han sido asesinados por los infectados. Alicia encuentra a Alejandro agonizante y sus últimas palabras les indican que busquen a Nick en la frontera. Mientras tanto, mientras Nick y Luciana conducen a su grupo a través de la frontera, vuelven a ver el helicóptero antes de ser atacados repentinamente por otro grupo armado. Los supervivientes huyen, pero Nick y Luciana son capturados.

## Recepción
"North", junto con el episodio anterior "Wrath", recibió críticas en su mayoría positivas de los críticos. En Rotten Tomatoes, obtuvo una calificación del 79%, con una calificación promedio de 7.25 / 10 basada en 14 reseñas. El consenso del sitio dice actualmente, "Wrath" y "North" "concluyen efectivamente una temporada que ha ganado resonancia a medida que avanzaba, culminando con una violencia peligrosa pero debida, que afecta las reflexiones sobre la naturaleza humana y un intrigante teaser final".
En una revisión conjunta de episodios junto con el final de temporada, Matt Fowler de IGN le dio a "Wrath" y "North" una calificación de 8.5/10.0 juntas, la calificación más alta de la temporada, indicando; "Fear the Walking Dead termina su inestable segunda temporada con una nota satisfactoria con algunas sorpresas agradables y siniestras y momentos grandes y brutales. La paliza prolongada de Travis y el asesinato de Derek y Brandon fue excelente, al igual que las consecuencias de esas acciones (que accidentalmente tomó una vida inocente). En el lado de la historia de Nick, todos sabíamos que Alejandro sería expuesto como un fraude en algún momento, pero todo se manejó bien y Nick pudo salvar el día (bueno ... hasta el final) sin tener que apresurarse y proteger físicamente a las personas como un héroe de acción."

### Calificaciones
"North" fue visto por 3,05 millones de espectadores en los Estados Unidos en su fecha de emisión original, por debajo de la calificación de del episodios anterior de 3,67 millones que se emitieron la misma noche.